# Penisola di Bonavista
Bonavista
La penisola di Bonavista è una penisola sulla costa orientale dell'isola di Terranova, nella provincia canadese di Terranova e Labrador . 

## Geografia
La penisola si estende da Trinity Bay nella parte nord-orientale della baia sino a Shoal Harbor, fino a nord di Clarenville. Proseguendo verso est, la costa meridionale della penisola comprende le comunità di Trinity e Catalina, con Port Rexton a Robinhood Bay e termina a Capo Bonavista. La costa settentrionale della penisola comprende le comunità di Bonavista, Summerville e Musgravetown fino a Port Blandford.

## Storia
La penisola ospita alcuni degli insediamenti più antichi dell'isola di Terranova, in particolare le città di Bonavista e Trinity. Si dice che l'esploratore italiano Giovanni Caboto sia sbarcato a Capo Bonavista nel 1497 rivendicando questa parte del Nuovo Mondo per il re d'Inghilterra.  

## Centri abitati
Di seguito è riportato un elenco dei centri abitati situati nella penisola di Bonavista per popolazione (dati del censimento canadese del 2021).

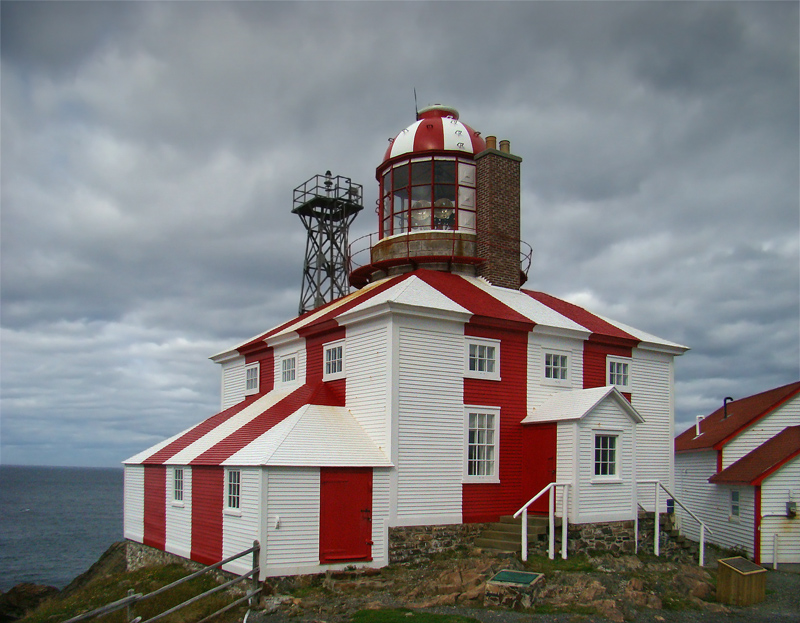

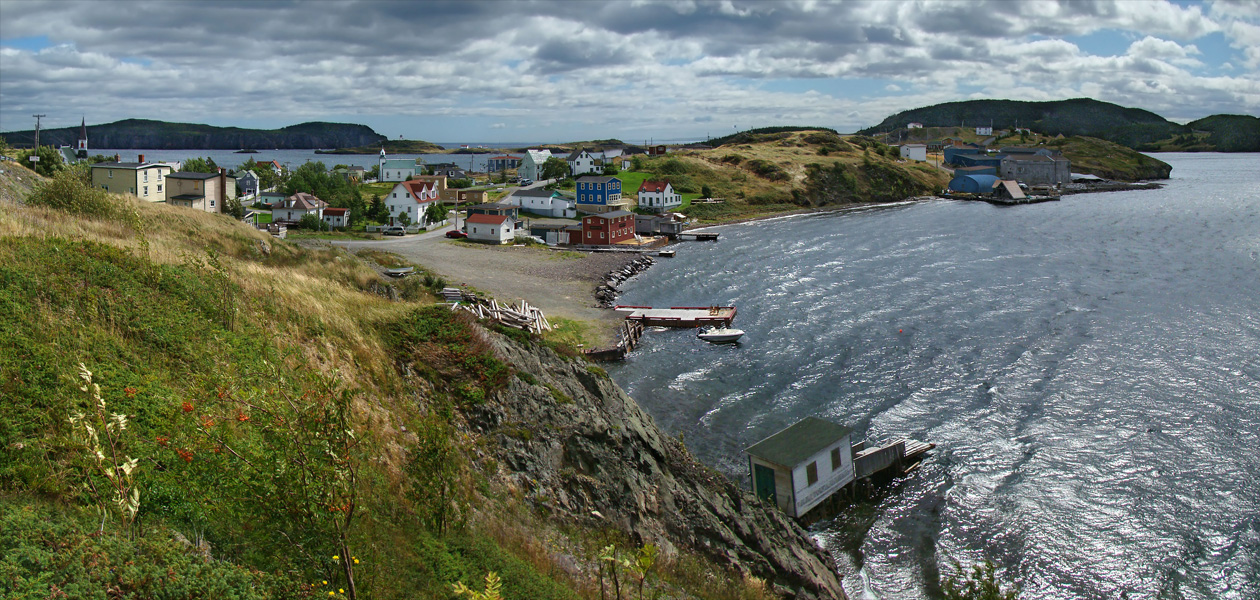

- Bonavista - 3.190
- Trinity Bay Nord - 1.649
- Brook-Milton of George - 719
- Musgravetown - 561
- Porto Rexton - 361
- Elliston - 315
- Trinity - 76
- King's Cove - 75
- Chiglie - 46